# Mary Frann

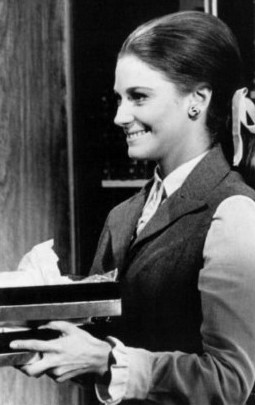
Mary Frann (1969)

Mary Frann (* 27. Februar 1943 in St. Louis, Missouri als Mary Frances Luecke; † 23. September 1998 in Beverly Hills, Kalifornien) war eine US-amerikanische Film- und Fernsehschauspielerin.

## Biografie
Schon während ihrer Schulzeit war sie als Kindermodel tätig und bekam mit 18 den Titel als Missouris Junior Miss im Jahr 1961. Später studierte sie Drama an der Northwestern University in Illinois und arbeitete für den Fernsehsender NBC als Wetterreporterin.
1964 gab sie ihr Debüt als Fernsehschauspielerin in einer Episode der Anthologie-Serie Kraft Suspense Theatre. In den folgenden Jahrzehnten war sie vor allem für Fernsehserien und -filme als Darstellerin tätig. Sie war Gaststar in bekannten Serien wie Quincy, Detektiv Rockford – Anruf genügt und Fantasy Island. Ihre größte Popularität in den USA erlangte sie durch ihre Hauptrolle in der Sitcom Newhart, in der sie von 1982 bis 1990 die Ehefrau eines von Bob Newhart gespielten Autors und Wirtshausbesitzers verkörperte. Im deutschsprachigen Raum wurde die Serie nie ausgestrahlt. In Kinofilmen spielte sie fast nie, 1990 war sie in dem Direct-to-Video-Thriller Tödlicher Charme zu sehen.
1986 und 1987 war sie Moderatorin der Wahlen zur Miss USA und der Miss Universe. Ihre letzte Rolle übernahm sie in einer Episode von X-Factor: Das Unfassbare als gierige Maklerin, die posthum erst 2000 ausgestrahlt wurde. Frann erlag im September 1998 im Alter von 55 Jahren in ihrem Haus in Beverly Hills einem Herzinfarkt. Sie wurde auf dem Holy Cross Cemetery in Culver City, Kalifornien beerdigt.

## Filmografie (Auswahl)
- 1964: Stunde der Entscheidung (Kraft Suspense Theatre, Fernsehserie, eine Folge)
- 1966: Nashville Rebel
- 1968: Mini-Max (Fernsehserie, eine Folge)
- 1968: Süß, aber ein bißchen verrückt (That Girl, Fernsehserie, eine Folge)
- 1969: Bonanza (Fernsehserie, eine Folge)
- 1969: Lancer (Fernsehserie, eine Folge)
- 1971: Bill Cosby (The Bill Cosby Show, Fernsehserie, eine Folge)
- 1972: Mary Tyler Moore (The Mary Tyler Moore Show, Fernsehserie, eine Folge)
- 1972: Hawaii Fünf-Null (Hawaii Five-0, Fernsehserie, eine Folge)
- 1972: Search (Fernsehserie, eine Folge)
- 1973: Cannon (Fernsehserie, eine Folge)
- 1973: Return to Peyton Place (Fernsehserie)
- 1974: Apple’s Way (Fernsehserie, eine Folge)
- 1975, 1978: Detektiv Rockford – Anruf genügt (The Rockford Files, Fernsehserie, zwei Folgen)
- 1977: The Fantastic Journey (Miniserie, eine Folge)
- 1977: Quincy (Quincy M.E., Fernsehserie, eine Folge)
- 1978: Fantasy Island (Fernsehserie, eine Folge)
- 1978: Der unglaubliche Hulk (The Incredible Hulk, Fernsehserie, eine Folge)
- 1981: Nero Wolfe (Fernsehserie, eine Folge)
- 1981: WKRP in Cincinnati (Fernsehserie, zwei Folgen)
- 1981: King’s Crossing (Fernsehserie, 10 Folgen)
- 1982–1990: Newhart (Fernsehserie, 183 Folgen)
- 1987: Eine super Familie (Eight is Enough: A Family Reunion, Fernsehfilm)
- 1988: Dance ’Til Dawn (Fernsehfilm)
- 1990: Im Banne des Grauens (I'm Dangerous Tonight, Fernsehfilm)
- 1990: Heißes Erbe Las Vegas (Lucky Chances, Miniserie)
- 1990: Tödlicher Charme (Fatal Charm)
- 1991: Der Hitchhiker (The Hitchhiker, Fernsehserie, eine Folge)
- 1994: Burkes Gesetz (Burke's Law, Fernsehserie, eine Folge)
- 1997: Superman – Die Abenteuer von Lois & Clark (Lois & Clark: The New Adventures of Superman, Fernsehserie, eine Folge)
- 1998: Diagnose: Mord (Diagnosis Murder, Fernsehserie, eine Folge)
- 2000: X-Factor: Das Unfassbare (Beyond Belief: Fact or Fiction, Fernsehserie, eine Folge)